# بیماری کروتزفلد جاکوب
بیماری کروتزفلد جاکوب (به انگلیسی: Creutzfeldt–Jakob disease) (به‌صورت کوته‌نوشت: CJD) یا جنون گاوی یک بیماری عصبی و کشنده تحلیل برنده مغز در انسان است که در اثر پریون‌ها ایجاد می‌شود.
این بیماری در دهه ۱۹۲۰ توسط دو عصب‌شناس آلمانی به نام هانس گرهارد کروتزفلد و آلفونس ماریا جاکوب توصیف شد.
این بیماری مردان و زنان را به نسبت مساوی در حدود ۳۰ سالگی گرفتار می‌کند. بیماران دچار علائم روانی و جنسی مبهمی می‌شوند که در ابتدا با سردرد های شدید وسرگیجه های مدام و عدم تعادل خود را نشان میدهد و  پس از هفته‌ها و ماه‌ها به زوال عقل پیش رونده منتهی می‌شود و اغلب با حرکات غیرطبیعی بدن و تحریک پذیری نواحی جنسی به همراه اختلال دید و توهم خواهد بود.علاوه بر این علائم ،علائمی چون کند عمل کردن مغز ،عدم انجام اعمال و رفتارهای طبیعی بدن همچون ادرار کردن و مدفوع کردن همراه می‌باشد . 
در حال حاضر این بیماری درمان پذیر است ولی درمان آن مانند بیماری ایدز و دیابت به شکل کنترلی می‌باشد و می‌توان با پیشگیری و داروهای لازم مرگ را به تعویق انداخت ولی اگر درمان صورت نگیرد در کمتر از یک سال از شروع علائم به مرگ منتهی می‌شود. گاهی بیماران مقاوم تر تا ده سال بدون درمان نیز زنده می‌مانند. کالبدشکافی این بیماران، ایجاد حفرات در مغز و اسفنجی شدن آن را نشان می‌دهد.

## واگیر دار بودن بیماری
در سال ۱۹۸۰ بیش از ۱۰۰ کودک فرانسوی در اثر بیماری نامشخصی که شباهت زیادی به جنون گاوی داشت درگذشتند. این بیماری پس از تزریق هورمون رشد استخراج شده از غده هیپوفیز عده‌ای که به دلیل بیماری‌های عفونی و روانی فوت کرده بودند، به این کودکان گسترش یافته و منجر به مرگ آن‌ها شد.
تحقیقات بیشتر نشان داد که این اجساد به بیماری کروتزفلد جاکوب(CJD) که متغیر انسانی جنون گاوی است مبتلا بوده‌اند که با تزریق هورمون هیپوفیز به کودکان منجر به مرگ آن‌ها شده‌اند.